# Maksym Kałenczuk
Maksym Mykołajowycz Kałenczuk, ukr. Максим Миколайович Каленчук (ur. 5 grudnia 1989 w Doniecku) – ukraiński piłkarz, grający na pozycji pomocnika.

## Kariera piłkarska

### Kariera klubowa
Wychowanek klubu Szachtar Donieck oraz Szkoły Rezerw Olimpijskich UOR Donieck, barwy których bronił w juniorskich mistrzostwach Ukrainy (DJuFL). Na początku 2009 rozpoczął karierę piłkarską w klubie Tytan Donieck. Latem 2009 przeszedł do Zirki Kirowohrad, ale nie był piłkarzem podstawowego składu. W 2010 roku grał o mistrzostwo obwodu donieckiego w drużynach Słowchlib Słowiańsk i Konti Konstantynówka. W 2011 roku został piłkarzem amatorskiego zespołu USK-Rubin Donieck. Latem 2011 został zaproszony do Stali Dnieprodzierżyńsk. Od sezonu 2014/15 pełnił funkcje kapitana Stali. 23 czerwca 2017 przeszedł do FK Ołeksandrija. 24 grudnia 2017 zasilił skład Weresu Równe. W lipcu 2018 po zamianie miejsc ligowych dwóch klubów został piłkarzem FK Lwów. 26 października 2018 za obopólną zgodą kontrakt został anulowany. 5 lutego 2019 zasilił skład klubu Ruch Winniki. 4 lutego 2020 podpisał kontrakt z FK Witebsk.

## Sukcesy i odznaczenia

### Sukcesy piłkarskie
Stal Dnieprodzierżyńsk
- wicemistrz Ukraińskiej Pierwszej Ligi: 2015
- wicemistrz Ukraińskiej Drugiej Ligi: 2014